# Gustav August von Aichelburg
Gustav August Freiherr von Aichelburg (* 28. August 1813 auf Gut Greifenstein in Kärnten; † 5. März 1882 in Klagenfurt) war ein österreichischer Gutsbesitzer und Politiker aus dem Adelsgeschlecht Aichelburg.

## Familie
Sein Vater war der Gutsbesitzer Joseph Lorenz Freiherr von Aichelburg (* 10. August 1779), die Mutter war Maria geborene Edle von Rainer zu Harbach (1786–1859). Er war römisch-katholisch und blieb ledig. Er war Besitzer der Güter Potenhof und Greifenstein.

## Leben und Wirken
Gustav August von Aichelburg studierte in Wien Rechtswissenschaft. 1839 schloss er das Studium mit Promotion zum Dr. jur. ab. Er begann danach eine Karriere in der Verwaltung. Zunächst war er Aushilfsreferent bei der Kammerprokurator in Laibach. 1856 wurde er Landesregierungskonzipist in Klagenfurt und stieg kurz darauf zum Statthaltereisekretär in Klagenfurt auf. 1866 war schließlich Statthaltereirat in Klagenfurt. Von 1856 bis 1859 war zugleich Referent der Grundentlastungsfondsdirektion in Klagenfurt.
In der Frankfurter Nationalversammlung vertrat er den Wahlkreis Kärnten 4 und war dort Abgeordneter vom 1. September 1848 bis 30. April 1849 als Nachfolger des Abgeordneten Andreas von Buzzi.
Er stimmte gegen die Wahl König Friedrich Wilhelms IV zum deutschen Kaiser.
Von 1861 bis 1866 gehörte er dem Landtag von Kärnten an.